# Кнаб, Вернер
Вернер Кнаб (нем. Werner Knab; 18 декабря 1908, Франкенталь, Германская империя — 15 февраля 1945, под Вайсенфельсом) — немецкий юрист, оберштурмбаннфюрер СС, командир полиции безопасности и СД в Лионе.

## Биография
Вернер Кнаб родился 18 декабря 1908 года. Посещал во Франкентале среднюю школу, но позже был переведён в высшее реальное училище в Людвигсхафене. В 1928 году получил аттестат зрелости. Впоследствии изучал юриспруденцию и общественно-политические науки в университетах Мюнхена, Берлина и Лондона. В 1931 году сдал первый государтственный экзамен. В ходе юридической практики в 1932 году в университете Мюнхена получил докторскую степень по праву. В 1935 году сдал второй государтственный экзамен.
1 мая 1933 года вступил в НСДАП (билет № 3269940). 1 февраля 1934 года был зачислен в ряды СС (№ 191584). После окончания учёбы в сентябре 1935 года поступил на службу в баварскую политическую полицию. С 1936 года служил в отделении гестапо в Мюнхене и в ноябре 1938 года получил чин правительственного советника. В 1939 году стал заместителем начальника отделения гестапо в Бреслау.
После начала Второй мировой войны служил в главном управлении имперской безопасности (РСХА) в управлении гестапо . В конце 1939 года в качестве атташе по культурным вопросам был направлен в составе немецкой делегации в Осло. Во время немецкой оккупации Норвегии Кнаб в конце апреля 1940 года стал начальником гестапо со штаб-квартирой в Осло и позже состоял в штабе руководителя полиции безопасности и СД Вальтера Шталекера. На этой должности во время чрезвычайного положения в Осло предпринимал акции задержания и представлял сторону обвинения в военно-полевых судах. После вмешательства рейхскомиссара оккупированных норвежский территорий Йозефа Тербовена Кнаб был обвинён в трусливом поведении, но в качестве реабилитации был отправлен на Восточный фронт. 14 января 1942 года Кнаб был переведён в айнзацгруппу C на Украине, проводившую массовые расстрелы еврейского населения. Вскоре после этого он возглавил отдел гестапо в Киеве.
В июне 1943 года получил чин высшего правительственного советника  звание оберштурмбаннфюрера СС. 23 июня 1943 года стал командиром полиции безопасности и СД в оккупированном Лионе. В июле 1944 года по приказу Кнаба в ходе боевых действий вермахта против французского движения сопротивления в Веркоре было проведено массовое убийство бойцов сопротивления и гражданских лиц. По приказу Кнаба подчинённое ему подразделение расстреляло в Васье местное население и пойманных членов движения сопротивления. В общей сложности были сожжены две деревни, несколько усадеб, в ходе боевых действий или в плену были уничтожены 639 членов движения сопротивления, 201 гражданское лицо было убито.
После освобождения Франции войсками союзников Кнаб вновь вернулся на работу в РСХА. 13 января 1945 года был награждён железным крестом 1-го класса. Во время поездки по шоссе Берлин-Мюнхен Кнаба смертельно ранили в ходе воздушной бомбежки штурмовой авиации. Уголовное дело, возбуждённое в Германии и Франции, о преступлениях Кнаба во Франции было прекращено после извещения о его смерти.